# Payne Creek
Der Payne Creek ist eine schmale Bucht auf der Westseite von Bird Island vor dem nordwestlichen Ende Südgeorgiens. Sie liegt unmittelbar südlich des Goldcrest Point.
Das UK Antarctic Place-Names Committee benannte sie 1977 nach Michael Robert Payne (* 1948), der für den British Antarctic Survey zwischen 1971 und 1974 die Überprüfung der Pelzrobbenbestände auf Bird Island geleitet hatte.